# Бутковићи (Горажде)
Бутковићи је насељено мјесто у граду Горажду, Босна и Херцеговина.

## Становништво
|         | 2013.       | 1991.        | 1981.        | 1971.         |
| Укупно  | 32 (100,0%) | 79 (100,0%)  | 96 (100,0%)  | 113 (100,0%)  |
| Бошњаци | 31 (96,88%) | 79 (100,0%)1 | 96 (100,0%)1 | 113 (100,0%)1 |
| Остали  | 1 (3,125%)  | –            | –            | –             |

1. 1 На пописима од 1971. до 1991. Бошњаци су пописивани углавном као Муслимани.